# Chloris paniculata
Chloris paniculata är en gräsart som beskrevs av Frank Lamson Scribner. Chloris paniculata ingår i släktet kvastgrässläktet, och familjen gräs. Inga underarter finns listade i Catalogue of Life.